# 塞呂訥河
塞呂訥河（法語：Sélune，法語發音：[selyn]）是法國诺曼底大区芒什省的一条沿海河流，全長84.7公里，發源自圣西尔迪巴约勒附近，流經巴朗通、圣伊莱尔迪阿库埃和迪塞，最終在阿夫朗什附近注入英吉利海峡，

## 外部連結
- http://www.geoportail.fr （页面存档备份，存于）
- Sandre数据库中的塞呂訥河 （页面存档备份，存于）